# Pentan
Pentanul este un alcan cu cinci atomi de carbon în moleculă și cu formula chimică C5H12. Termenul se poate referi la oricare dintre cei trei izomeri structurali, sau la un amestec al lor; totuși, în nomenclatura IUPAC, termenul pentan face referire doar la izomerul normal-pentan (n-pentan), ceilalți doi fiind denumiți metilbutan (izopentan) și dimetilpropan (neopentan). Ciclopentanul nu este izomer cu pentanul.
Pentanul și izomerii săi sunt componenți ai unor combustibili și sunt folosiți în laborator pe post de solvenți. Proprietățile lor sunt foarte asemănătoare cu cele ale butanilor și hexanilor.